# 渡部清二
渡部 清二（わたなべ せいじ、1967年7月19日 - ）は、富山県生まれの作家。投資教育を実践する複眼経済塾の代表取締役・塾長。

## 略歴
富山県生まれ。親の転勤で幼少期を富山県富山市、兵庫県神戸市御影で過ごす。小学校から東京都で暮らす。東京都立西高等学校に進学。水泳部ではキャプテンをつとめた。水泳部の同期には、有機化学を専門とする京都大学化学研究所附属元素科学国際研究センターの中村正治教授がいる。2人は、2024年、共著で「こんなに面白い！日本の化学産業ー『森林化学』が世界のビジネスを変える」を上梓している。
筑波大学第三学群基礎工学類に現役で進学。当初は、自動車会社のエンジニアになることを夢見ていたが、次第に地味な学生生活にないものを求めるようになり、野村證券に入社。銀座支店の個人投資家向け営業から証券マン人生が始まる。その後、長崎支店でも個人営業を担当し、県内各地、離島までを車で駆け回った。
1997年に日本橋本店に異動、2000年から機関投資家向け営業を担当する。当時の鬼上司から、年4回刊行される会社四季報読破、日本経済新聞の毎日の切り抜き、株価や金利などの指標ノート作成を命じられ、半ば強制的に始めたところ、習慣化に成功した。こうした情報から編み出される四半期ごとのリポートが、機関投資家の間で話題になり、個人投資家の間でも、勉強会を要請されるようになった。特にテンバガーになる可能性を秘めた中小型株の調査に定評あり、2000年代に週刊エコノミストが実施していたアナリストランキングに営業担当でありながらランク入りしたことがある。
2013年野村證券退社。1年の空白期間を経て2014年に複眼経済塾の前身にあたる機関投資家向けの四季リサーチ創立。2016年には個人投資家に特化した複眼経済塾を創立し,
代表取締役・塾長となる。複眼経済塾では、「自律した経済人を育てる」をモットーに、投資の考え方や方法を伝え、塾生が習得し自立していくためのサポートを行っている。また全国の産業遺産をまわり日本の歴史を学ぶことで、日本企業、日本株投資と観光を結び付ける投資ツーリズムを唱道している。
テレビ・ラジオなどの投資番組に出演多数。「会社四季報オンライン」でコラム「四季報読破邁進中」を連載。『インベスターZ』の作者、三田紀房氏の公式サイトでは「世界一『四季報』を愛する男」と紹介された。清泉女子大学にて就職講座を6年担当するなど、投資家以外への教育にも熱心に取り組んでいる。「日経CNBC」や「STOCKVOICE」にもレギュラー出演している。
『会社四季報の達人が教える10倍株・100倍株の探し方』（東洋経済新報社）がベストセラーになり、その後著書多数。
趣味は日本酒と神社仏閣巡りとスキー。

## 所属団体・資格
公益社団法人日本証券アナリスト協会検定会員<ref>日本証券アナリスト協会　会員名簿　https://www.saa.or.jp/apps/list/wa.html</ref>、日本ファイナンシャル・プランナーズ協会認定AFP、国際テクニカルアナリスト連盟認定テクニカルアナリスト、神社検定1級、日本酒検定１級、唎酒師<ref>日本酒名人　2024年3月検定https://ssi-w.com/nihonsyu-master/　</ref>、西洋占星術士、大型自動車免許。

## 著作
- 「プロも見逃す！10倍成長する株を探す「日経新聞」読み解き術」　フォレスト出版　2024年12月18日
- 「そろそろ投資をはじめたい。」サンマーク出版　2024年10月18日
- 「こんなに面白い！日本の化学産業」中村正治さんとの共著　ビジネス社　2024年4月18日
- 「プロ投資家の先を読む思考法 (SB新書)」SBクリエイティブ　2023年12月7日
- 「株主総会を楽しみ、日本株ブームに乗る方法」ビジネス社　2023年7月19日
- 「本物の長期投資でいこう！40年に一度の大チャンスがやってくる」澤上篤人さんとの共著　かや書房　2023年2月27日
- 「会社四季報の達人が教える 誰も知らない超優良企業 (SB新書)」SBクリエイティブ 2022年3月4日
- 「10倍株の転換点を見つける最強の指標ノート」KADOKAWA 2023年2月25日
- 「四季報を100冊読んでわかった投資の極意」ビジネス社　2022年12月19日
- 「会社四季報の達人が全力で選んだ 10倍・100倍になる！ 超優良株ベスト30 (SB新書)」SBクリエイティブ 2022年12月5日
- 「ウィズコロナ 日本株にビッグウェーブがやって来る！」エミンユルマズさんとの共著　かや書房　2020年10月14日
- 「『会社四季報』最強のウラ読み術」フォレスト出版　2019年2月9日
- 「株の達人が教える『会社四季報』のトリセツ」エミンユルマズさん　藤野英人さん　加谷珪一さんとの共著　宝島社　2018年12月7日
- 「日経新聞マジ読み投資術」総合法令出版 2018年12月7日
- 「会社四季報の達人が教える10倍株・100倍株の探し方」東洋経済新報社　2018年6月15日